# Bezo
Der Bezo ist ein Fluss in Frankreich, der in den Regionen Bourgogne-Franche-Comté und Auvergne-Rhône-Alpes verläuft. Er entspringt im Gemeindegebiet von Saint-Christophe-en-Brionnais, entwässert generell in südlicher Richtung durch die Landschaft des Brionnais und mündet nach rund 19 Kilometern im Gemeindegebiet von Charlieu als rechter Nebenfluss in den Sornin. Auf seinem Weg durchquert der Bezo die Départements Saône-et-Loire und Loire.

## Orte am Fluss
- Les Bassets, Gemeinde Saint-Christophe-en-Brionnais
- Le Spey, Gemeinde Vauban
- Ligny-en-Brionnais
- Le Burchy, Gemeinde Saint-Bonnet-de-Cray
- Les Theureaux, Gemeinde Saint-Bonnet-de-Cray
- Charlieu